# Clarksdale (Missouri)
Clarksdale és una població dels Estats Units a l'estat de Missouri. Segons el cens del 2000 tenia 351 habitants.

## Demografia
Segons el cens del 2000, Clarksdale tenia 351 habitants, 142 habitatges, i 89 famílies. La densitat de població era de 423,5 habitants per km².
Dels 142 habitatges en un 33,1% hi vivien nens de menys de 18 anys, en un 53,5% hi vivien parelles casades, en un 5,6% dones solteres, i en un 37,3% no eren unitats familiars. En el 34,5% dels habitatges hi vivien persones soles el 19,7% de les quals corresponia a persones de 65 anys o més que vivien soles. El nombre mitjà de persones vivint en cada habitatge era de 2,47 i el nombre mitjà de persones que vivien en cada família era de 3,19.
Per edats la població es repartia de la següent manera: un 28,8% tenia menys de 18 anys, un 9,4% entre 18 i 24, un 28,8% entre 25 i 44, un 20,2% de 45 a 60 i un 12,8% 65 anys o més.
L'edat mediana era de 34 anys. Per cada 100 dones de 18 o més anys hi havia 104,9 homes.
La renda mediana per habitatge era de 34.375 $ i la renda mediana per família de 39.000 $. Els homes tenien una renda mediana de 32.727 $ mentre que les dones 14.375 $. La renda per capita de la població era de 13.394 $. Entorn del 8% de les famílies i el 9,7% de la població estaven per davall del llindar de pobresa.

## Poblacions més properes
El següent diagrama mostra les poblacions més properes.